# دنبان
الدنبان أو قُطْبان أو قَصِيْر الأرْجل جنس نباتي يتبع الفصيلة النجيلية من رتبة القبئيات. يضم 22 نوعا مقبولا و25 أخرى لم يحسم وضعها بعد. اسمه العلمي (باللاتينية: Brachypodium).

## من أنواعهالواطنةفيالوطن العربي
1. الدنبان ثنائي السنابل (باللاتينية: Brachypodium distachyon) في الجزيرة العربية وبلاد الشام ومصر والمغرب العربي وحوض البحر الأبيض المتوسط
2. الدنبان الحرجي (باللاتينية: Brachypodium sylvaticum) في بلاد الشام وتركيا
3. الدنبان الريشي (باللاتينية: Brachypodium pinnatum) في بلاد الشام
4. الدنبان الصخري (باللاتينية: Brachypodium rupestre) في بلاد الشام
5. الدنبان الفينيقي (باللاتينية: Brachypodium phoenicoides) في المغرب العربي وجنوب غرب أوروبا

## من أنواعه الأخرى
- قائمة أنواع الدنبان